# Podolestes coomansi
Podolestes coomansi är en trollsländeart som beskrevs av Maurits Anne Lieftinck 1940. Podolestes coomansi ingår i släktet Podolestes och familjen Megapodagrionidae. IUCN kategoriserar arten globalt som otillräckligt studerad. Inga underarter finns listade i Catalogue of Life.